# (1750) Eckert
(1750) Eckert – planetoida z grupy przecinających orbitę Marsa okrążająca Słońce w ciągu 2 lat i 247 dni w średniej odległości 1,93 au. Została odkryta 15 lipca 1950 roku w Landessternwarte Heidelberg-Königstuhl w Heidelbergu przez Karla Reinmutha. Nazwa planetoidy pochodzi od Wallace’a Johna Eckerta (1902–1971), amerykańskiego astronoma. Przed jej nadaniem planetoida nosiła oznaczenie tymczasowe (1750) 1950 NA1.